# اس‌اچ‌وی
اس‌اچ‌وی (انگلیسی: SHV) شرکت هلدینگ هلندی است، که در سال ۱۸۹۶ تأسیس شد.